# Sarah Fielding
Sarah Fielding (East Stour, Inglaterra; 8 de noviembre de 1710-Bath, Inglaterra; 9 de abril de 1768) fue una autora inglesa, hermana del también escritor Henry Fielding.

## Biografía
Nació como la cuarta de siete hermanos, hija de Edmund y Sarah Gould Fielding, cuyo padre fue un juez, sir Henry Gould. El novelista Henry Fielding fue su hermano mayor. Su madre murió en 1718 y su padre se casó con Anne Rapha, una viuda católica que trajo seis hermanastros a la familia, incluyendo el futuro reformador John Fielding. Sarah estudió en un internado en Salisbury.
En 1740 se trasladó a vivir a Londres. Debido a que no tenía dinero para la dote, no se pudo casar —no se sabe quién fue su comprometido—, y empezó a escribir como una forma de ganarse la vida. Vivió con su hermano como ama de llaves. En 1742, Henry Fielding publicó Joseph Andrews, y se cree que fue Sarah quien escribió la carta de Horatio a Leonora. En 1743, Fielding publicó su Miscellanies, y se cree que Sarah pudo haber escrito el relato de la vida de Ana Bolena.
En 1744, publicó su mayor éxito, The Adventures of David Simple, novela alabada por Samuel Richardson; en 1753 escribió una secuela titulada David Simple: Volume the Last.
Las hermanas de Sarah murieron entre 1750 y 1751, y Henry murió en 1754. Sarah se retiró de Londres, trasladándose a una pequeña casa en las afueras de Bath. El famoso filántropo Ralph Allen y Elizabeth Montagu le dieron apoyo financiero. Sarah Scott, hermana de Elizabeth Montagu y novelista, invitó a Sarah Fielding a que fuera a vivir con ella en una comunidad utópica femenina, pero Sarah declinó la invitación. Murió en 1768.

## Obras
- The Adventures of David Simple (1744)
- Familiar Letters between the Principal Characters in David Simple (1747)
- The Governess, or The Little Female Academy (1749)
- Remarks on Clarissa (1749)
- David Simple: Volume the Last (1753)
- The Cry: A New Dramatic Fable (con Jane Collier, 1754)
- The Lives of Cleopatra and Octavia (1757)
- The History of the Countess of Dellwyn (1759)
- The History of Ophelia (1761)
- Xenophon's Memoirs of Socrates, with the Defense of Sacrates Before His Judges (1762)

- Datos: Q467935
- Multimedia: Sarah Fielding / Q467935